# Vernonburg (Géorgie)
Vernonburg est une ville américaine située dans le comté de Chatham, en Géorgie. Selon le recensement de 2020, sa population est de 139 habitants.